# Kiremitliktepe
Kiremitliktepe, auch TürkTelekom Ski Jumping Towers, ist die Bezeichnung der innerhalb des Stadtgebietes von Erzurum bestehenden Skisprungschanzen. Zur Anlage gehören zwei kleinere Schanzen der Kategorien K 20 und K 40, eine mittlere Schanze der Kategorie K 65, eine Normalschanze der Kategorie K 95 und eine Großschanze der Kategorie K 125. Alle Schanzen werden mit Matten belegt. Diese Schanzenanlage ist die einzige in der Türkei.

## Geschichte
Für die Winter-Universiade 2011 entstand ein Schanzenzentrum mit den Schanzen K 20, K 40, K 65, K 95 und K 125. Die Kosten der neuen Schanzen beliefen sich auf etwa 20 Millionen Euro. Die fünf Schanzen wurden im September 2010 fertiggestellt. Mit den Skisprung-Continental-Cupspringen am 18. und 19. Dezember 2010 fanden erstmals offizielle FIS-Skisprung-Wettbewerbe in der Türkei statt.
Am 15. Juli 2014 wurden große Teile der Aufsprunghänge sowie angrenzende Zuschauertribünen bei einem Erdrutsch schwer beschädigt. Erste Untersuchungen ergaben, dass massive Baufehler das Unglück begünstigt haben dürften. Im Dezember 2014 wurde mitgeteilt, dass die Schanzenanlage wieder aufgebaut wird.

## Internationale Wettbewerbe
Genannt werden alle von der FIS organisierten Sprungwettbewerbe.
| Datum              | Kategorie          | Schanze | 1. Platz                                                     | 2. Platz                                                                 | 3. Platz                                                                         |
| ------------------ | ------------------ | ------- | ------------------------------------------------------------ | ------------------------------------------------------------------------ | -------------------------------------------------------------------------------- |
| 18. Dezember 2010  | Continental Cup    | HS109   | Anssi Koivuranta Stefan Thurnbichler                         |                                                                          | Kim René Elverum Sorsell                                                         |
| 19. Dezember 2010  | Continental Cup    | HS109   | Stefan Thurnbichler                                          | Mario Innauer                                                            | Kim René Elverum Sorsell                                                         |
| 28. Januar 2011    | Winter-Universiade | HS109   | Elena Runggaldier                                            | Yurika Hirayama                                                          | Lisa Demetz                                                                      |
| 29. Januar 2011    | Winter-Universiade | HS140   | Matej Dobovšek                                               | Maciej Kot                                                               | Žiga Mandl                                                                       |
| 31. Januar 2011    | Winter-Universiade | HS109   | Matej Dobovšek                                               | Maciej Kot                                                               | Žiga Mandl                                                                       |
| 3. Februar 2011    | Winter-Universiade | HS109   | JapanShōtarō Hosoda Yūmu Harada Shō Suzuki                   | SlowenienRok Mandl Matej Dobovšek Žiga Mandl                             | PolenJakub Kot Wojciech Gąsienica-Kotelnicki Maciej Kot                          |
| 17. September 2011 | Continental Cup    | HS109   | Wettkampf abgesagt                                           | Wettkampf abgesagt                                                       | Wettkampf abgesagt                                                               |
| 18. September 2011 | Continental Cup    | HS109   | Wettkampf abgesagt                                           | Wettkampf abgesagt                                                       | Wettkampf abgesagt                                                               |
| 18. Dezember 2011  | Continental Cup    | HS109   | Danny Queck                                                  | Michael Hayböck                                                          | Atle Pedersen Rønsen                                                             |
| 18. Dezember 2011  | Continental Cup    | HS140   | Atle Pedersen Rønsen                                         | Tomasz Byrt                                                              | Manuel Poppinger                                                                 |
| 23. Februar 2012   | Junioren-WM        | HS108   | Sara Takanashi                                               | Sarah Hendrickson                                                        | Carina Vogt                                                                      |
| 23. Februar 2012   | Junioren-WM        | HS108   | Nejc Dežman                                                  | Jaka Hvala Aleksander Zniszczoł                                          |                                                                                  |
| 25. Februar 2012   | Junioren-WM        | HS108   | JapanYūki Itō Yurina Yamada Kaori Iwabuchi Sara Takanashi    | DeutschlandRamona Straub Svenja Würth Katharina Althaus Carina Vogt      | SlowenienUrša Bogataj Ema Klinec Špela Rogelj Katja Požun                        |
| 25. Februar 2012   | Junioren-WM        | HS108   | NorwegenEspen Røe Mats Berggård Simen Grimsrud Phillip Sjøen | PolenKlemens Murańka Tomasz Byrt Bartłomiej Kłusek Aleksander Zniszczoł  | ÖsterreichChristoph Stauder Ulrich Wohlgenannt Stefan Kraft Lukas Müller         |
| 4. Februar 2017    | Continental Cup    | HS109   | Nejc Dežman                                                  | Jaka Hvala                                                               | Sebastian Colloredo                                                              |
| 5. Februar 2017    | Continental Cup    | HS140   | Nejc Dežman                                                  | Jaka Hvala                                                               | Rok Justin                                                                       |
| 14. Februar 2017   | EYOF               | HS109   | Romane Dieu                                                  | Nika Križnar                                                             | Katra Komar                                                                      |
| 14. Februar 2017   | EYOF               | HS109   | Timi Zajc                                                    | Jonathan Learoyd                                                         | Mathis Contamine                                                                 |
| 16. Februar 2017   | EYOF               | HS109   | SlowenienLovro Vodušek Bernard Dobre Tomi Jovan Timi Zajc    | FrankreichMathis Contamine Romane Dieu Alessandro Batby Jonathan Learoyd | RusslandAlexander Loginow Artem Judin Ilja Baskakow Alexander Martschukow        |
| 17. Februar 2017   | EYOF               | HS109   | SlowenienNika Križnar Tomi Jovan Katra Komar Timi Zajc       | FrankreichMarine Bressand Mathis Contamine Romane Dieu Jonathan Learoyd  | RusslandLidija Jakowlewa Ilja Baskakow Alexandra Baranzewa Alexander Martschukow |
| 20. Januar 2018    | Continental Cup    | HS140   | David Siegel                                                 | Jonathan Learoyd                                                         | Marius Lindvik                                                                   |
| 20. Januar 2018    | Continental Cup    | HS140   | Anže Lanišek                                                 | Marius Lindvik                                                           | Tomaž Naglič                                                                     |
| 30. Januar 2019    | FIS Cup            | HS109   | Wettkampf abgesagt                                           | Wettkampf abgesagt                                                       | Wettkampf abgesagt                                                               |
| 31. Januar 2019    | FIS Cup            | HS109   | Wettkampf abgesagt                                           | Wettkampf abgesagt                                                       | Wettkampf abgesagt                                                               |
| 1. Februar 2019    | Continental Cup    | HS109   | Wettkampf abgesagt                                           | Wettkampf abgesagt                                                       | Wettkampf abgesagt                                                               |
| 2. Februar 2019    | Continental Cup    | HS109   | Wettkampf abgesagt                                           | Wettkampf abgesagt                                                       | Wettkampf abgesagt                                                               |